# طراحی گرافیکی محیط

نمادهای ترسیمی اغلب نقش‌گرا و بی‌نام هستند، مانند این تصویرنگاشتهای سازمان پارک‌های ملی آمریکا.

طراحی ترسیمی محیط یا طراحی ترسیمی تجربی (به انگلیسی: Experiential Graphic Design- XGD)، یک حرفهٔ طراحی است که دربرگیرندهٔ بسیاری از رشته‌های طراحی از جمله طراحی گرافیک، معماری، طراحی صنعتی و طراحی منظر است. شاغلین در این زمینه بر روی جنبه‌های بصری راهیابی، برقراری ارتباط هویت و علامت‌های تجاری، طراحی اطلاعات و شکل‌دادن حس مکان تمرکز کرده‌اند. کلمه محیطی برمی‌گردد به طراحی گرافیکی به عنوان قسمتی از شکل‌گیری محیط ساخته‌شده، نه محیط طبیعی یا مهندسی محیط زیست. به دلیل اشتباه گرفتن این دو شاخه، اکنون این شاخه به عنوان «طراحی ترسیمی تجربی» شناخته می‌شود.
تعدادی از نمونه‌های تولیدشده توسط طراحان گرافیکی تجربی، شامل طراحی و برنامه‌ریزی برنامه‌های ثبت نام، مشاوره راهیابی، طراحی نمایشی و تفسیری، محیط سرگرمی، طراحی جزئی، طراحی نقشه و اطلاعات و همچنین برنامه‌های شناخت اهداکننده و یادبود.
این حوزه از اصل علامت‌ها و برندها توسعه پیدا کرد و لازم است که شاغلین با ارتباطات و اطلاعات طراحی همچنین متریال‌های مربوط، فرایندها و ساخت، و به علاوه کدهای ساختمان و استانداردهای خاص مورد نیاز پروژه آشنا شوند. شاغلین این رشته غالباً در حرفه‌های طراحی مثل طراحی گرافیک، طراحی صنعتی، معماری یا طراحی داخلی آموزش دیده‌اند و در یک شرکت یا سازمان که این کار اجرا می‌شود تمرین می‌کنند. در حال حاضر هیچ گواهینامه‌ای در این حرفه وجود ندارد. یک انجمن حرفه‌ای برای طراحان در این زمینه وجود دارد که جامعهٔ گرافیک دیزاین تجربی نامیده می‌شود.